# ینس ینسن (بازیکن فوتبال)
ینس ینسن (دانمارکی: Jens Jensen; ۱۵ نوامبر ۱۸۹۰ – ۱۶ نوامبر ۱۹۵۷) بازیکن فوتبال اهل دانمارک بود.
وی همچنین در تیم ملی فوتبال دانمارک بازی کرده‌است.